# Carios cheikhi
Carios cheikhi är en fästingart som beskrevs av Vermeil, Marjolet och Vermeil 1997. Carios cheikhi ingår i släktet Carios och familjen mjuka fästingar. Inga underarter finns listade.